# Klukkufoss
Der Klukkufoss ist ein Wasserfall auf der Halbinsel Snæfellsnes im Westen von Island. 

## Geographie
Er ist etwa 40 Meter hoch. Der von Basaltsäulen umgebene Wasserfall befindet sich etwa 8,5 km südlich von Hellissandur sowie am Fuße des Hreggnasi.
Der Wasserfall fließt in nordwestlicher Richtung und mündet im Fjord Breiðafjörður. Das Wasser, das sich aus dem Snæfellsjökull speist, ist aufgrund seiner Sedimentfracht sehr trübe.